# Xaniona thoracica
Xaniona thoracica är en insektsart som först beskrevs av Teiso Esaki och Ito 1954.  Xaniona thoracica ingår i släktet Xaniona och familjen dvärgstritar. Inga underarter finns listade i Catalogue of Life.